# くらしのサプリ!集合!鈴木三姉妹
『くらしのサプリ!集合!鈴木三姉妹』（くらしのサプリしゅうごう すずきさんしまい）は、BS朝日で2011年10月8日から2012年6月16日まで毎週土曜日12:00 - 12:30（JST)に放送されていた生活情報番組。全27回。クラシエホームプロダクツ（現・クラシエ）の一社提供。
ここでは、後継番組『くらしのサプリ!集合!○○三姉妹』（ - まるまるさんしまい）、『美活三姉妹』（びかつさんしまい）についても記述する。

## 概要
それぞれ異なる分野で活躍する、世代の異なる完全初対面の女性3名が「三姉妹」として集合。毎回3人のうちの1人が“幹事”となり、「女の冒険」をテーマに、それぞれのやってみたいこと、気になることを三姉妹で挑戦する情報バラエティ。全編ロケーション撮影。

## くらしのサプリ!集合!鈴木三姉妹
苗字が同じ「鈴木」という理由だけで集まり“鈴木三姉妹”を結成。女優の鈴木砂羽が長女、歌手の鈴木亜美が次女、モデルの鈴木友菜が三女として出演する。
番組ナレーションでの3人の呼び名はそれぞれ「砂羽姉(さわねえ)」、「亜美姉(あみねえ)・亜美ちゃん」、「友菜ちゃん」。
2012年3月3日、公開収録イベントが行なわれた。このときの模様は第17,18回に放送された。
オープニングアニメのキャラクター原案は鈴木亜美。第1回の企画「番組キャラクター作り」で3姉妹の中から選ばれた。

### 出演者
鈴木三姉妹
- 鈴木砂羽 - 長女：気風のいい姉御肌
- 鈴木亜美 - 次女：気配り上手
- 鈴木友菜 - 三女：恥ずかしがりやで内気

※性格は番組で紹介されたもの

### コーナー
- スズキの酢

鈴木（スズキ＝酢好き）だけに、お酢好きになろうということで酢が大好きな亜美姉が毎回お酢を紹介。三姉妹そろって試飲を行なう。
- SUZUKI 109 BOX

SHIBUYA 109を模した箱“109 BOX”（トークボックス）の中に入っているモノについて三姉妹がトークする。第19回から開始。

### スタッフ
- ナレーター：鈴木麻里子[3]、鈴木真仁
- 構成：関口正晴
- 番組キャラクター原案：鈴木亜美
- 写真撮影：小浦方仁
- AD：田頭幸司、橋口由美子
- ディレクター：田村英之、加藤洋
- AP：三浦みきね
- プロデューサー：坂口由紀子（BS朝日）、朝倉雅彦（博報堂DYMP）、荻原朋実（同左）、清水準一（JCTV）
- 制作協力：JCTV
- 制作：BS朝日、博報堂DYメディアパートナーズ

## くらしのサプリ!集合!○○三姉妹
上記の『集合!鈴木三姉妹』の後継番組として2012年8月26日から2013年6月30日まで放送。放送時間が土曜日12時台から日曜日17:00 - 17:30（JST）に移動となった。全34回。
前作同様「女の冒険」をテーマにしているが、『○○三姉妹』のタイトル通り、出演者の苗字が異なっている。長女はモデルの富岡佳子、次女は女優の野波麻帆、三女をお笑いタレントのおかもとまりが担当。第19回から長女役はスポーツコメンテーターの小谷実可子に、第26回から次女役は女優の紺野まひるにそれぞれ交代。
原則として番組内では、お互いを愛称で呼び合う決まりで、それぞれの呼び名は、「ヨッちゃん」（富岡）、「マホちゃん」（野波）、「まりっぺ」（おかもと）、「ミカ姉」（小谷）、「マッピー」（紺野）となっている。
クラシエの一社提供。提供読みは出演者自ら行なう。
放送内容
- 2012年11月、番組初の海外ロケをタイで敢行。この模様は第14,15回に放送された。
- 2012年12月4日、公開収録イベントを開催。ららぽーとTOKYO-BAY中央広場にて番組が募ったおよそ100人の女性観客を前に、トークショー、三姉妹produceファッションショー[7]が行われた。この模様は第16,17回に放送された。
- 2013年に入ると1ヶ月半にわたって放送休止。再開（第19回/2月16日）に合わせてリニューアルを実施。富岡に代わって新しい長女役として小谷実可子が加入。同年4月の1ヶ月間も放送を休止し、5月の再開時から野波に代わって新しい次女役として紺野まひるが加入。

### 出演者
- 長女：富岡佳子（モデル）（#1-18）、小谷実可子（スポーツコメンテーター）（#19-34）
- 次女：野波麻帆（女優）（#1-25）、紺野まひる（女優）（#26-34）
- 三女：おかもとまり（お笑いタレント）（#1-34）

### スタッフ
- ナレーター：鈴木麻里子
- 構成：関口正晴
- CGデザイン：白幡裕彦（博報堂DYMP）、Zazie Co.,Ltd.
- AD：田頭幸司、橋口由美子、花田聖子、鈴木信太
- ディレクター：田村英之、加藤洋、鈴木悠太、及川和彦
- AP：三浦みきね、及川和彦
- プロデューサー：坂口由紀子（BS朝日）、朝倉雅彦（博報堂DYMP）、荻原朋実（同左）、三上公也（同左）、清水準一（JCTV）、加藤洋（同左）
- 制作協力：JCTV
- 制作：BS朝日、博報堂DYメディアパートナーズ

### テーマ曲
エンディングテーマ
- MILANO 「Over The Rainbow」（#1-25）
- Kiyoshi Sugo 「Lilac」（#26-34）

## 美活三姉妹
シリーズ第3弾。番組テーマは「美活」。番組では三姉妹が美を高めていくための活動にチャレンジする。サブタイトルは、2013年7月1日から9月30日（#1-14）までは「くらしのサプリ」、2013年10月7日（#15）以降は「くらしにマルシェ」。全26回。

### 出演者
- 長女：小谷実可子（スポーツコメンテーター）
- 次女：紺野まひる（女優）
- 三女：おかもとまり（お笑いタレント）

コーナー出演
- 井上智明（『美ST』編集長）（#1-14）

### コーナー
- 新美活子(にいみ かつこ)の美活Trendy（#1-14）

女性誌『美ST』の編集長とライターが雑誌で取り上げたビューティー最新情報を紹介。VTR。
- ドリンクマルシェ（#15- ）

野菜ソムリエがオススメする美活要素満載のジュースを紹介。三姉妹が「Santé!(サンテ)」（フランス語で乾杯の意味）の掛け声で飲む。レシピ監修：桑原ナミ、井上南津子、中平智美。

### スタッフ
- ナレーター：鈴木麻里子
- 構成：関口正晴
- 撮影：松尾孝二、脇田清治、下村哲郎、木下健一、佐野潤、星野聡太
- AD：田頭幸司、花田聖子
- ディレクター：田村英之、及川和彦、鈴木悠太
- AP：三浦みきね
- プロデューサー：三上公也（博報堂DY）、加藤洋（JCTV）、坂口由紀子（BS朝日）
- 制作協力：JCTV
- 制作：BS朝日、博報堂DYメディアパートナーズ